# 的确景天
的确景天（学名：Sedum definitum），为景天科景天属下的一个种。

## 扩展阅读
維基物種上的相關：的确景天